# Robert Adaszyński
Robert Adaszyński (ur. 1954) – polski hokeista.
Zawodnik grający na pozycji bramkarza. W latach 1973–1981 bronił barw Łódzkiego Klubu Sportowego, będąc zmiennikiem słynnego Walerego Kosyla.